# Vjekoslav Noršić
Vjekoslav Noršić (ur. 8 czerwca 1880 w Samoborze, zm. 16 stycznia 1953 tamże) – chorwacki historyk i duchowny.

## Życiorys
W 1904 roku ukończył studia teologiczne na Uniwersytecie w Zagrzebiu. W latach 1904–1913 sprawował posługę w Novej Bukovicy, Donjej Stubicy, Ivancu, Stenjevacu i Maču. Następnie w latach 1913–1946 był proboszczem parafii w Bedekovčinie i Brdovcu.
Na przełomie XIX i XX wieku był założycielem bibliotek w Samoborze, Novej Bukovicy i Bedekovčinie. Pracował jako konserwator zabytków w państwowej komisji Trójjedynego Królestwa Chorwacji, Slawonii i Dalmacji, a także po powstaniu Królestwa Serbów, Chorwatów i Słoweńców (lata 1913–1915 i 1916–1920). Inwentaryzował zabytki na terenie Hrvatskiego zagorja. W pracy naukowej szczególną wagę przykładał do historii miasta Samobor, historii parafii Hrvatskiego zagorja i genealogii chorwackich rodów szlacheckich.

## Wybrane prace
- Povijest župe Sv. Barbare u Bedekovčini (1926)
- Franjevački samostan u Samoboru (1929)
- Samobor-grad. Povjesne crte o njemu i njegovim gospodarima (1912, 1942)
- Povijest župe Bl. Dj. Marije u Zlataru (1942, 1994)
- Povjest župa Zagorskog arhiđakonata
- Povjest župe Samobor
- Odgojno-školski zavodi Zagrebačke biskupije
- Latinski rječnik
- Popis svećenika Zagrebačke biskupije[2]